# Višnja
Višnja (lat. Prunus cerasus) biljna vrsta iz roda Prunus.
Višnja je voće nastalo križanjem slatke, domaće trešnje s divljim, kiselijim vrstama. Smatra se da divlje vrste trešanja potječu iz zapadnog djela Azije. Negdje prije 2500 godina one su se počele i uzgajati, i to u Turskoj i Grčkoj. Rimljani su poznavali i višnju i trešnju i zahvaljujući njima su se one proširile gotovo po cijeloj Europi.
U Hrvatskoj se višnja uzgaja u dva proizvodna područja: u sjevernom kontinentalnom dijelu i u sredozemnom dijelu, odnosno u Dalmaciji. U Dalmaciji se proizvodi višnja maraska, koja se odlikuje posebnom kakvoćom. Sve do 1971. godine u Dalmaciji se proizvodilo više od 12.000 tona, a danas je proizvodnja niža od 3.000 tona.